# Отс, Карл Мартович
Карл Мартович Отс (эст. Kaarel Ots, также эст. Karl Ots; 6 января 1892 — 18 февраля 1937) — советский государственный и хозяйственный деятель.

## Биография
Родился в деревне Кутна (Куртна) Вакской волости Везенбергского уезда Эстляндской губернии, сын рабочего Ревельских железнодорожных мастерских, эстонец. Член РКП(б) с 1918 года.
Окончил Ревельское железнодорожное техническое училище (1909).
- 1909—1912 практикант, затем помощник машиниста в паровозном депо Ревеля
- 1912—1914 техник-указатель по ремонту крейсеров и подводных лодок Ревельского военного порта
- 1914—1918 в армии, унтер-офицер, 3-й Амурский железнодорожный батальон, который с 1917 года расквартирован на узловой станции Новосокольники.
- январь 1918 — июль 1919 председатель Ново-Сокольнического уездного исполкома (Псковская губерния)
- июль-декабрь 1919 председатель Опочецкого уездного исполкома (Псковская губерния)
- декабрь 1919 — январь 1922 председатель Псковского губисполкома
- 1922—1924 уполномоченный Северо-Западного промышленного бюро ВСНХ РСФСР на строительстве Волховской электростанции (Петроградская губерния)
- 1924—1930 на работе в Торгсине (Германия, Чехословакия, Швеция)
- 1930—1936 директор завода «Красный путиловец» — с декабря 1934 г. завод имени С. М. Кирова (Ленинград). Под его руководством было освоено производство автомобилей, тракторов «У-1» и «У-2», 75-тонного крана для железных дорог.
- 1936—1937 директор Ижорского завода (Колпино — Ленинград)
- 1937 начальник строительства Челябинского тракторного завода имени И. В. Сталина.

Награждён орденом Ленина (27.10.1932).

### Смерть
Существуют две версии смерти:
1. Умер в Челябинске в результате болезни.
2. Застрелился в предчувствии ареста.

## Память
Именем Карла Отса в 1967 году названа улица в г. Новосокольники.
Имеющееся в Интернете фото  Архивная копия от 27 февраля 2018 на Wayback Machine не подтверждается авторитетными источниками. Подлинное фото есть в журнале «Огонёк» 1965 года —  Архивная копия от 26 февраля 2018 на Wayback Machine.